# Istočna regija (Burkina Faso)
Istočna regija je jedan od trinaest administrativnih regija Burkine Faso. Stanovništvo Istočne regije brojilo je 1,209.399 stanovnika u 2006. godini. Glavni grad regije je Fada N'gourma. Pet provincija čine regiju: Gnagna, Gourma, Komondjari, Kompienga i Tapoa.